# Aprostoma simplex
Aprostoma simplex es una especie de coleóptero de la familia Zopheridae.

## Distribución geográfica
Habita en el Congo.